# نیکووو
نیکووو (به بلغاری: Neykovo) یک منطقهٔ مسکونی در بلغارستان است که در شهرستان کاوارنا واقع شده‌است.